# Vääna (řeka)
Vääna (estonsky plným názvem Vääna jõgi, tedy "řeka Vääna" nebo "Väänská řeka", lidově zvána též Tõdva jõgi, Tedva jõgi, Hüüru jõgi, Topi jõgi či Saku jõgi) je řeka na severu Estonska v kraji Harjumaa.

## Průběh toku
Pramení jihozápadně od vesnice Nabala v obci Kiili a u vesnice Vääna-Jõesuu se vlévá se do Lohusalského zálivu Baltského moře.

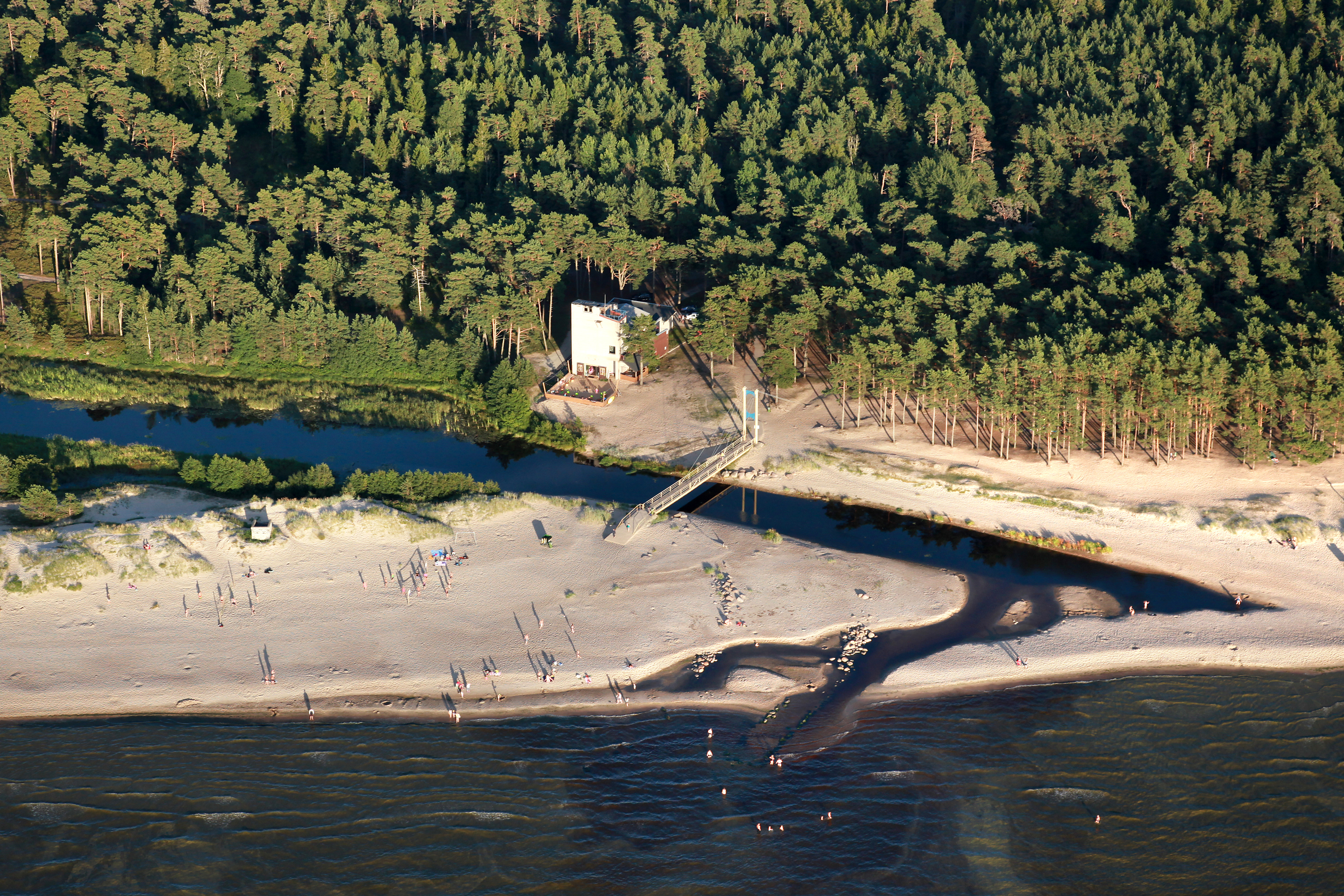
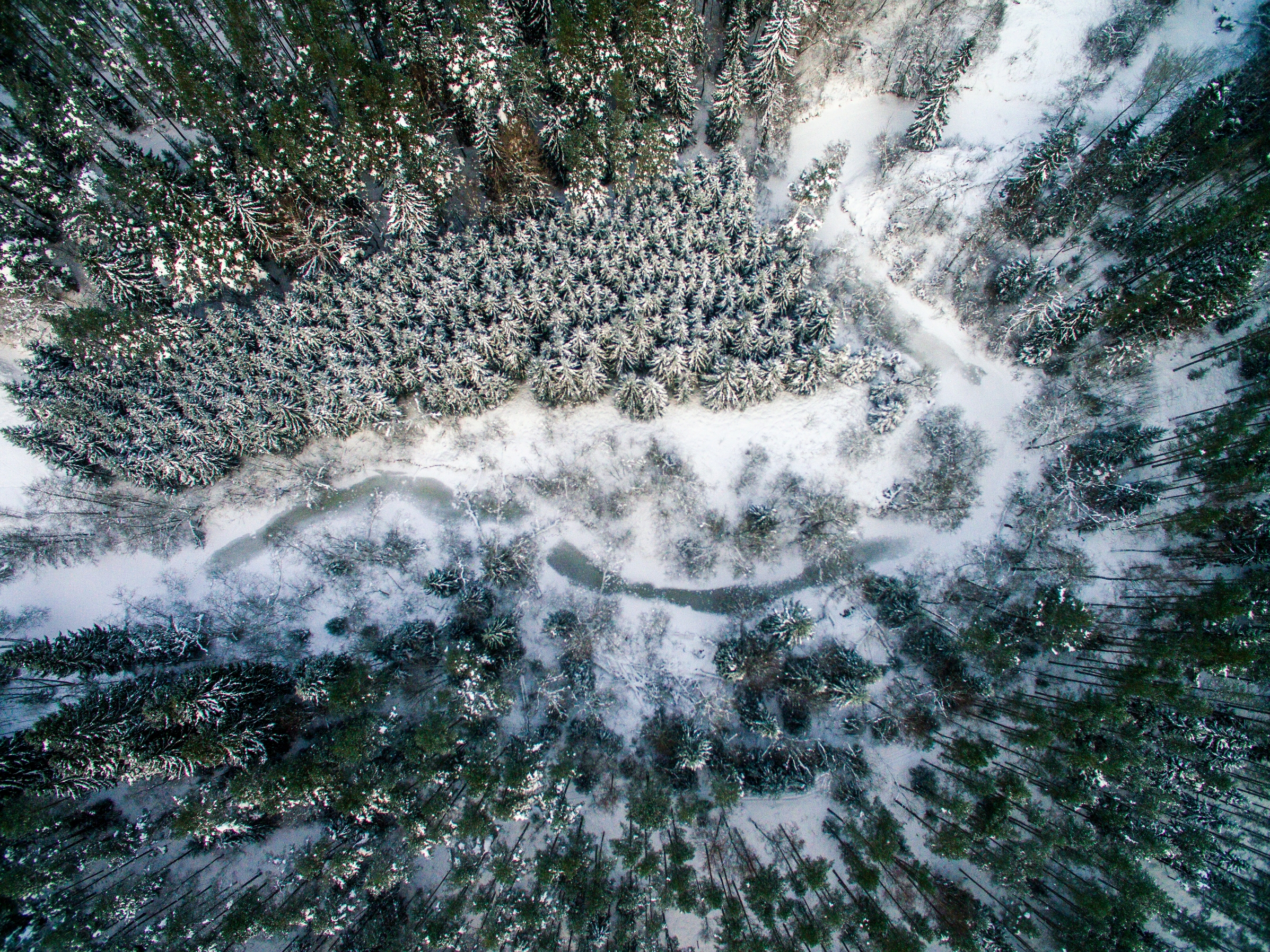
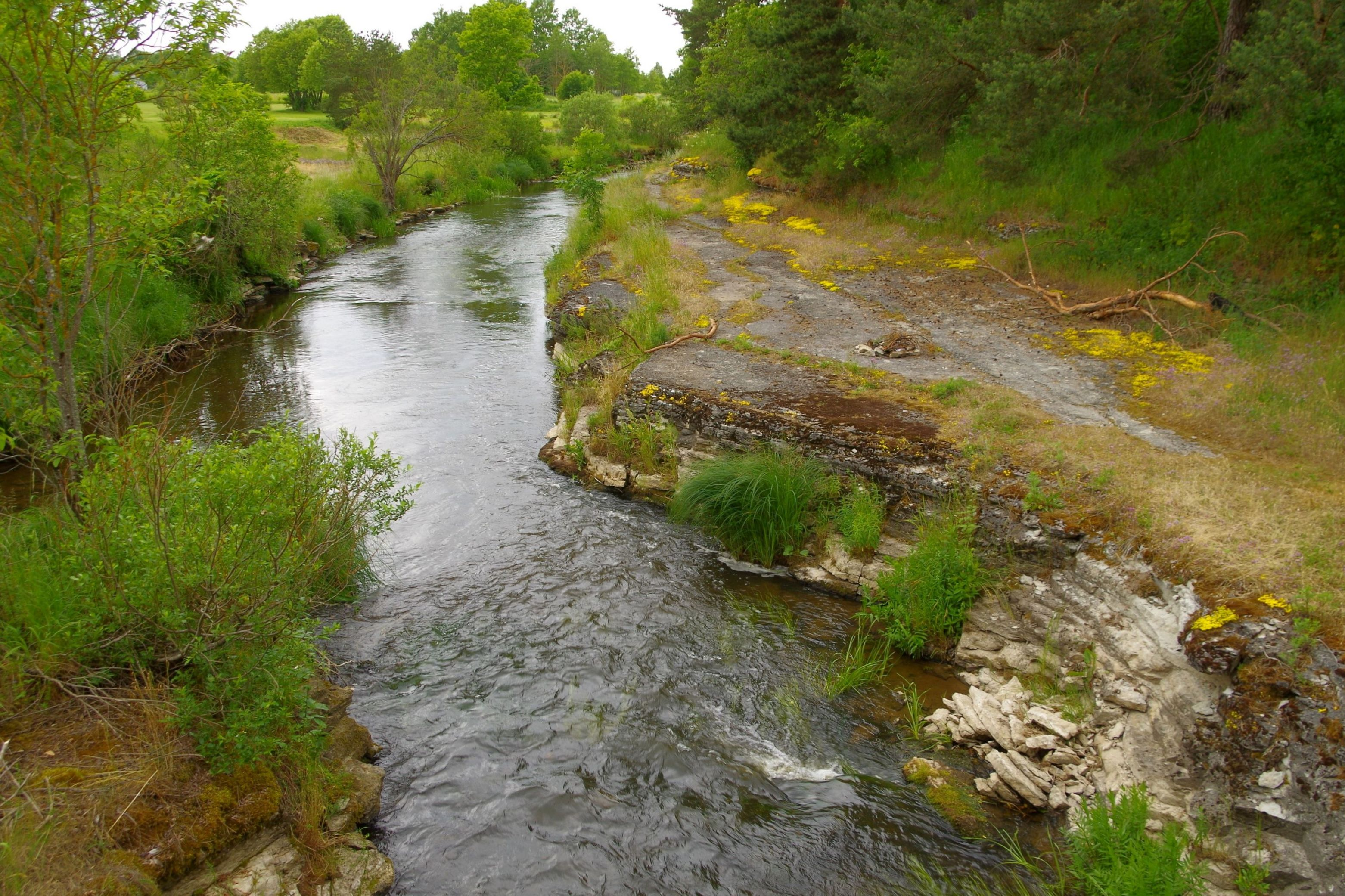
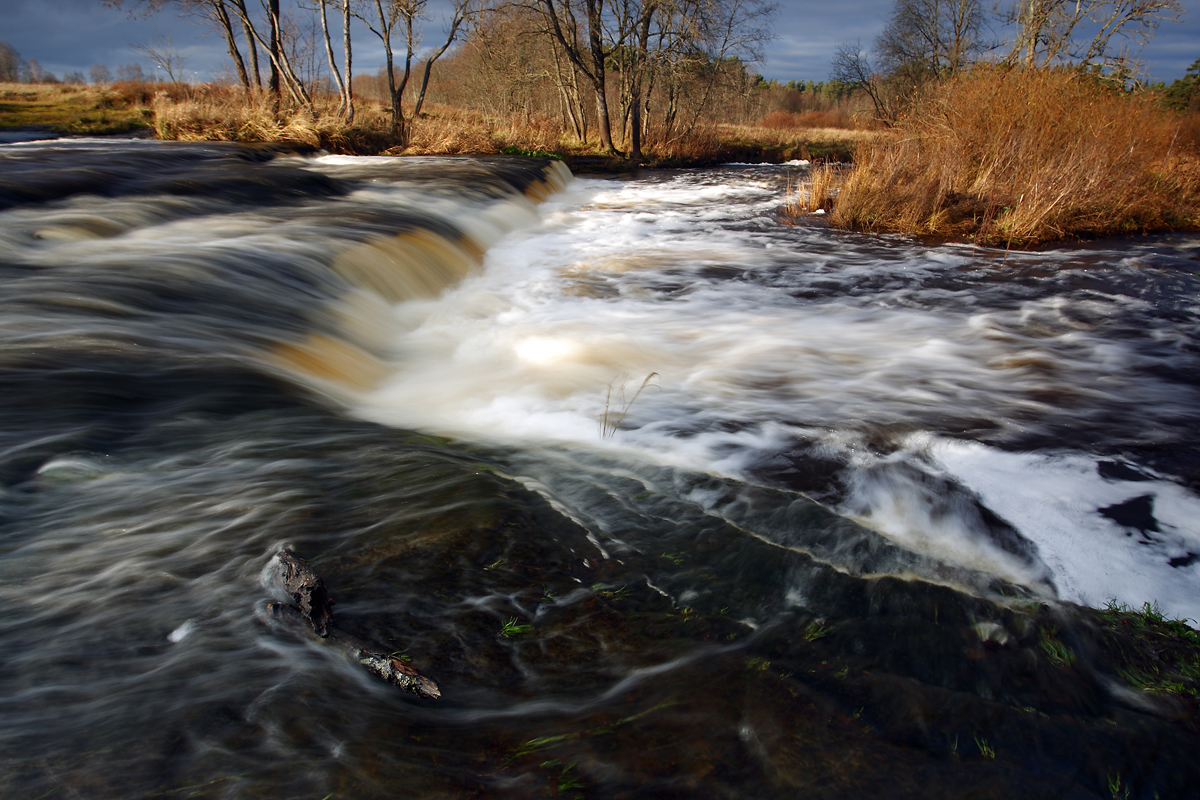